# Heinrich Platzer
Heinrich Platzer ist ein früherer deutscher Skeletonsportler, Trainer und Schlittenbauer.
Heinrich Platzer gehörte in der ersten Hälfte der 1970er-Jahre zu den besten deutschen Skeletonpiloten. Bei den erstmals seit 1938 wieder durchgeführten Deutschen Meisterschaften 1971, wie alle Meisterschaften der 1970er-Jahre auf der Kombinierten Kunsteisbahn am Königssee ausgetragen, konnte Platzer hinter Josef Grubmüller und Hans Kindl die Bronzemedaille gewinnen. 1972 hinter Reto Gansser sowie 1973 und 1975 hinter Rudi Häusler wurde er Deutscher Vizemeister. Bei den Bayerischen Meisterschaften gewann Platzer 1971, 1972 und 1974 die Titel und wurde 1973 hinter Grubmüller Zweiter.
Seit 1968 entwickelte, konstruierte und produzierte Heinrich Platzer Skeleton-Schlitten. Seine Schlitten kommen am Cresta-Run sowie auf der Kunsteisbahn zum Einsatz. Seine Schlitten gewannen sämtliche nationalen wie internationalen Titel. Auf über 90 Prozent seiner Schlittentechnik und seinen Erfindungen basiert heute das offizielle Reglement des internationalen Verbandes IBSF.
Erfolgreiche Athleten, die seine Schlitten benutzten, waren Gert Elsässer, Alain Wicki, Peter Strittmatter, Manfred Markl, Willi Schneider, Frank Kleber, Steffi Hanslik, Andy Böhme, Florian Grassl, Kerstin Jürgens, Anja Huber, Michael Halilovic und Thomas Platzer.